# Stentjärnen (Svärdsjö socken, Dalarna)
Stentjärnen är en sjö i Falu kommun i Dalarna och ingår i Gavleåns huvudavrinningsområde. Sjön är 0,8 meter djup, har en yta på 0,101 kvadratkilometer och befinner sig 303 meter över havet. Sjön avvattnas av vattendraget Lillån. Vid provfiske har abborre, gädda och mört fångats i sjön.

## Delavrinningsområde
Stentjärnen ingår i det delavrinningsområde (674280-152656) som SMHI kallar för Utloppet av Stentjärnen. Medelhöjden är 319 meter över havet och ytan är 2,21 kvadratkilometer. Räknas de 3 avrinningsområdena uppströms in blir den ackumulerade arean 18,03 kvadratkilometer. Lillån som avvattnar avrinningsområdet har biflödesordning 2, vilket innebär att vattnet flödar genom totalt 2 vattendrag innan det når havet efter 103 kilometer. Avrinningsområdet består mestadels av skog (60 procent) och sankmarker (22 procent). Avrinningsområdet har 0,1 kvadratkilometer vattenytor vilket ger det en sjöprocent på 4,4 procent.